# Kleiner Sauerampfer
Der Kleine Sauerampfer (Rumex acetosella), auch Zwerg-Sauerampfer oder Kleiner Ampfer genannt, ist eine Pflanzenart aus der Gattung der Ampfer (Rumex).

## Beschreibung

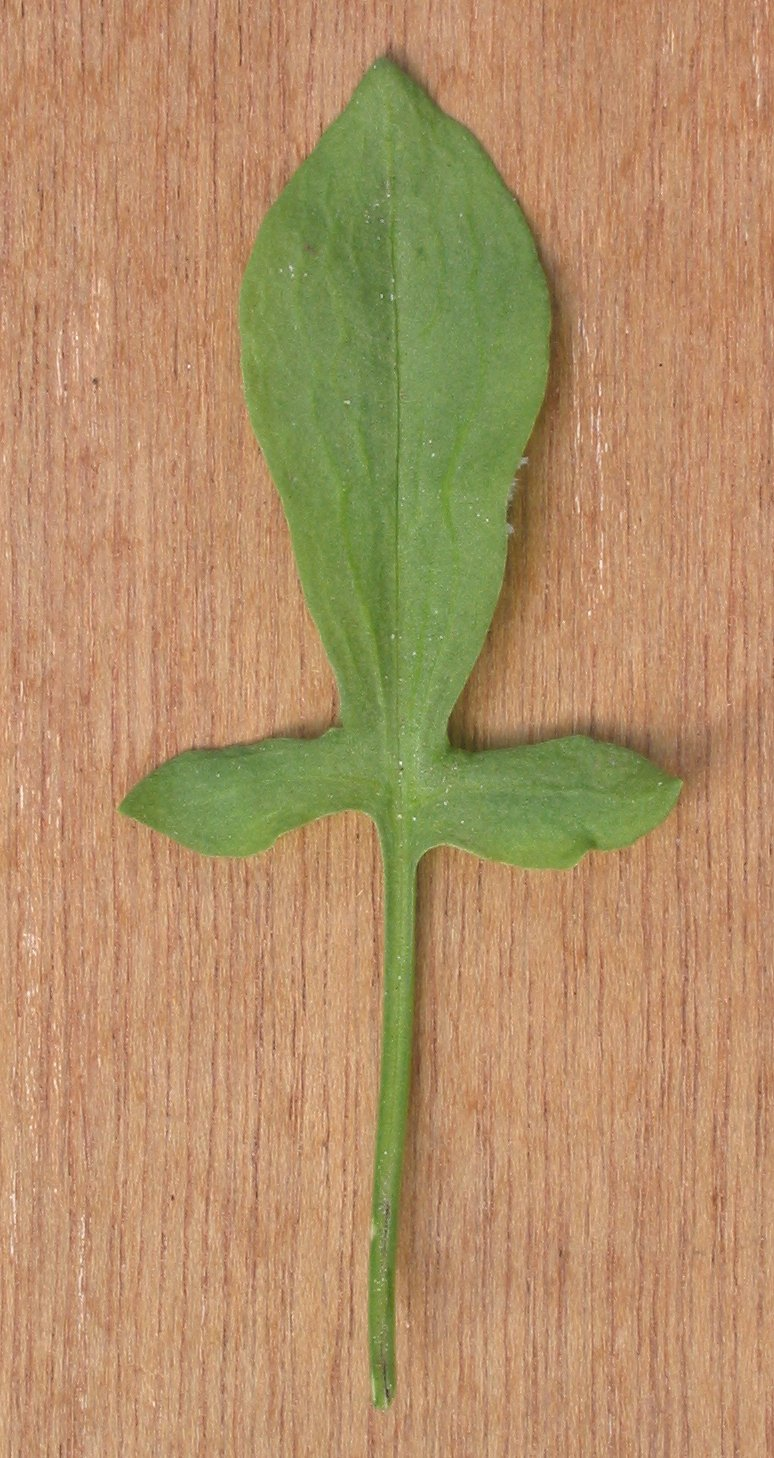
Laubblatt mit spießförmiger Basis

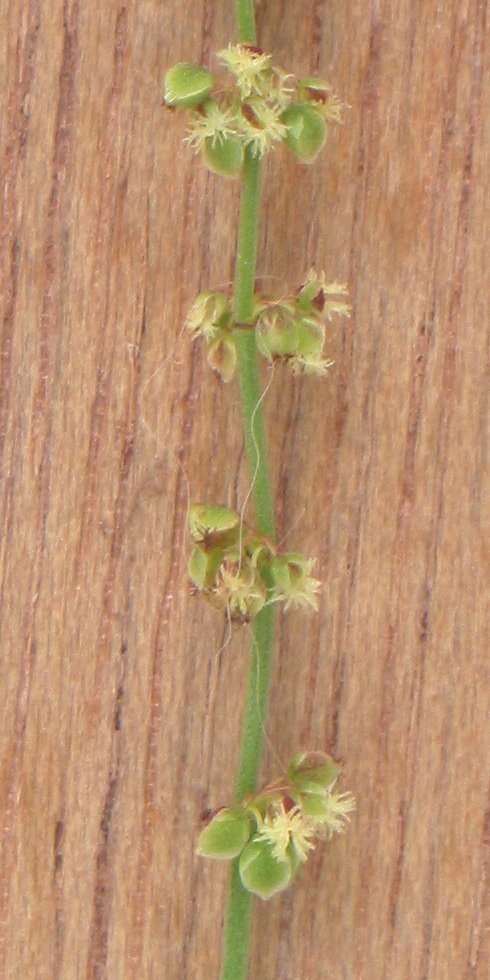
Blüten

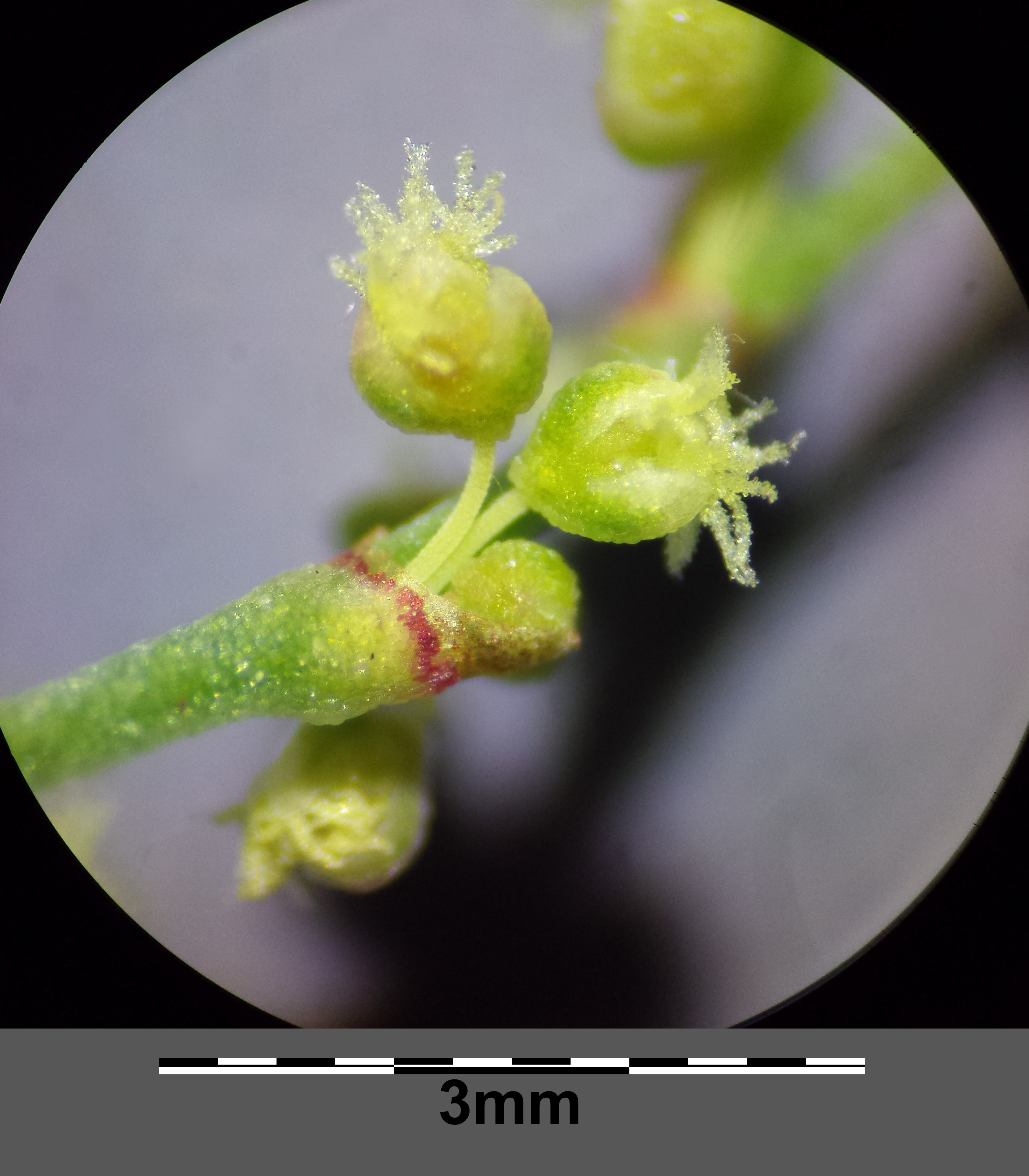
Blüten

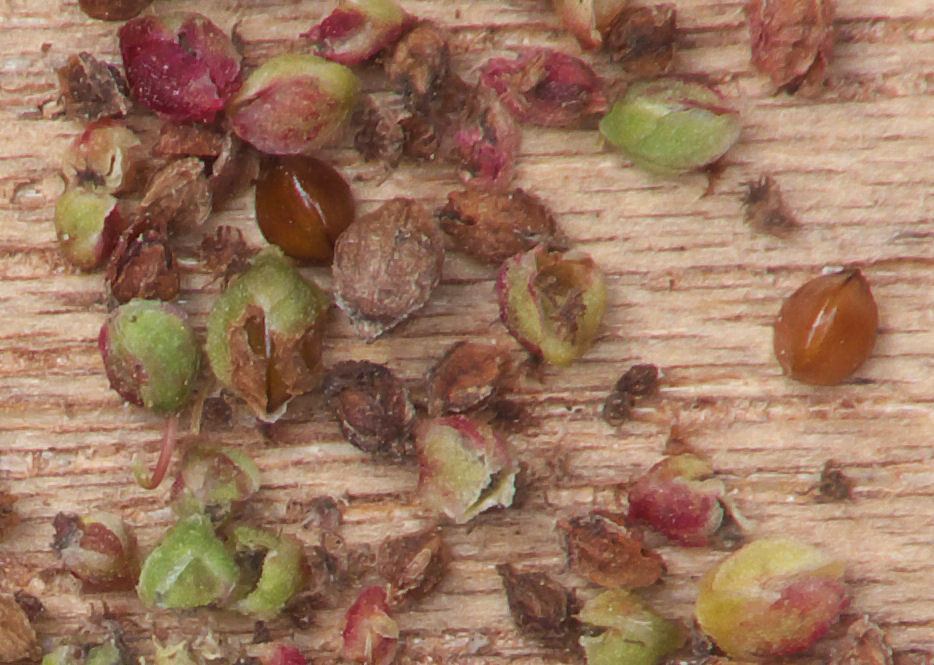
Früchte und Samen

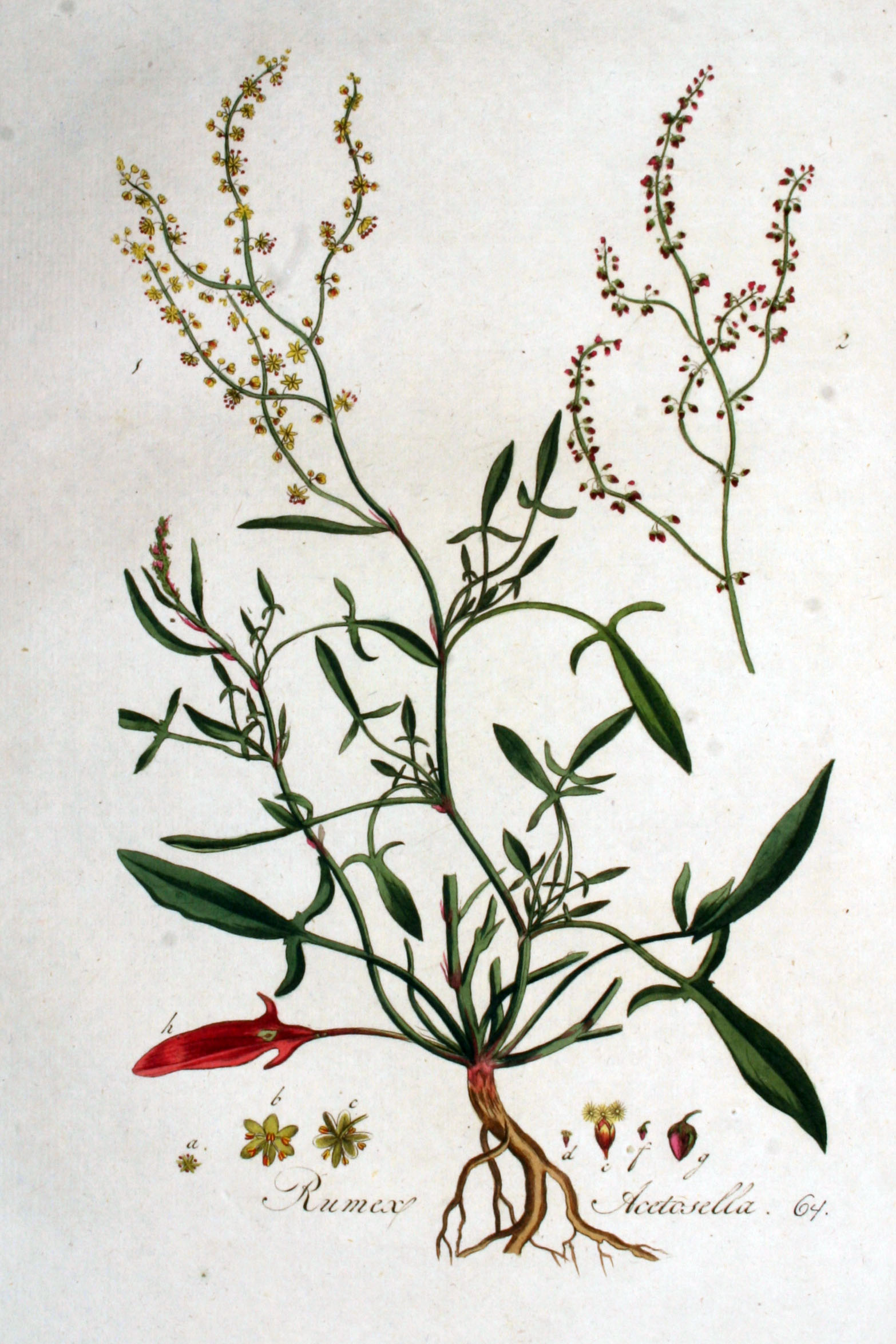
Illustration aus Flora Batava, Volume 1

### Vegetative Merkmale
Der Kleine Sauerampfer ist eine ausdauernde krautige Pflanze, die Wuchshöhen von 10 bis 40 Zentimetern erreicht. Aus einem horizontalen Rhizom treiben für gewöhnlich mehrere Stängel bogig bis aufrecht aufsteigend aus. Die Stängel sind in der unteren Hälfte unverzweigt, oben aber oft verzweigend und rötlich überlaufen.
Die Laubblätter sind in Größe und Form sehr variabel, von 1,5 bis 5 Zentimeter lang, das Verhältnis zwischen Länge und Breite liegt zwischen drei und acht. An der Pflanzenbasis sind die Blätter oft lang gestielt, oberhalb der Stängelmitte aber nur kurzstielig oder sitzend. Die Grundblätter haben häufig eine deutlich spießförmige Basis mit zwei waagerecht abstehenden Basallappen, wohingegen bei den Stängelblättern oder inneren Rosettenblättern der Blattgrund oft abgestutzt ist. An den Blättern, die eine spießförmige Basis haben, ist der Mittellappen lanzettförmig und häufig spitz, keinesfalls aber eiförmig. Die Nebenblattscheiden haben eine lanzettlich zerschlitzte Spitze. Die Blätter haben einen bitteren Geschmack.

### Generative Merkmale
Die Blütezeit reicht von Mai bis Juli. Der rispige Blütenstand besitzt zahlreiche aufrechte oder leicht bogig abstehende, wenig verzweigten Seitenästen. Die Blüten sind in locker stehenden Knäueln angeordnet und entspringen in der Regel nicht der Achsel eines Tragblattes. Die Blüten sind meist eingeschlechtig und sehr selten zwittrig. In der Regel stehen männliche und weibliche Blüten auf verschiedenen Pflanzen.
Die Valven sind nicht oder nur kaum größer als die Frucht und mit dieser nicht verwachsen. Die Valven tragen erhabene Nerven und keine Schwielen. Die dunkelbraun-glänzende Nüssfrüchte sind mit einer Länge von 1,3 bis 1,5 Millimetern immer länger als breit. Die Fruchtreife beginnt erst ab Ende Juni, ein wichtiges Detail zur Abgrenzung vom Hüllfrüchtigen Sauerampfer (Rumex angiocarpus).

## Vorkommen
Der Kleine Sauerampfer ist in fast ganz Europa beheimatet. Die Südgrenze des Verbreitungsgebietes ist Kreta, die Nordgrenze das Nordkap. Nach Osten hin ist Rumex acetosella durch ganz Sibirien bis zur Mandschurei und nach Japan verbreitet. Teilareale gibt es im Atlasgebirge, in Südwest- und Zentralasien sowie im nordöstlichen Kleinasien. In den USA gibt es neophytische Vorkommen, dort breitet sich Rumex acetosella invasiv aus und gilt als schädliches Unkraut („noxious weed“). Weiter ist die Art ein Neophyt in Australien, Neuseeland, Indien, Indonesien, Sri Lanka, den Philippinen, Hawaii, Mexiko, in der Karibik und in Südamerika.
Der Kleine Sauerampfer braucht nährstoffarme, am besten leicht saure Böden, die optimalerweise eher locker als fest sind. Am häufigsten gedeiht der Kleine Sauerampfer in Heiden, auf sandigen Wiesen, Schotterflächen, sauren Matten, sauren Äckern oder Mauerritzen. In den Alpen steigt der Kleine Sauerampfer meist bis in Höhenlagen von etwa 1500 Metern auf. In den Allgäuer Alpen kommt er in Bayern am Südosthang des Fellhorns in einer Höhenlage von 1950 Metern vor. Er kommt in Pflanzengesellschaften der Klasse Sedo-Scleranthetea, Nardo-Callunetea und der Verbände Polygonion avicularis, Epilobion angustifolii und des Unterverbands Digitario-Setarienion vor.

## Systematik
Die morphologischen Unterschiede zwischen Hüllfrüchtigen Sauerampfer (Rumex angiocarpus), Schmalblättrigem Ampfer (Rumex tenuifolius), Kleinem Sauerampfer (Rumex acetosella) und Rumex graminifolius sind nicht scharf herauszuarbeiten und rechtfertigen so kaum eigene Arten. Genetisch bilden die vier aber eine polyploide Reihe:
- Rumex angiocarpus Murb., 2n = 14 (diploid)
- Rumex tenuifolius (Wallr.) A.Löve, 2n = 28 (tetraploid)
- Rumex acetosella L., 2n = 42 (hexaploid)
- Rumex graminifolius Georgi ex Lamb., 2n = 56 (oktoploid)

Diese verschiedenartigen Chromosomensätze und existierende Sterilitätsbarrieren rechtfertigen jedoch eine Einordnung in vier verschiedene Arten. Gelegentlich werden sie jedoch dennoch in eine Sammelart Rumex acetosella agg. zusammengefasst.
Es gibt von Rumex acetosella etwa vier Unterarten:
- Rumex acetosella L. subsp. acetosella
- Rumex acetosella subsp. acetoselloides (Balansa) Den Nijs: Sie kommt in Griechenland, Bulgarien, auf der Krim, in der Türkei, in Syrien und im Libanon vor.[1]
- Rumex acetosella subsp. multifidus (L.) Schübl. & G. Martens: Sie kommt in Italien, Albanien, Bulgarien, Mazedonien und in Griechenland vor.[1]
- Rumex acetosella subsp. pyrenaicus (Pourr. ex Lapeyr.) Akeroyd: Sie kommt in Portugal, Spanien, Frankreich, Italien, in Marokko und in Algerien vor.[1]

## Kleiner Sauerampfer und der Mensch
Der Kleine Sauerampfer (lateinisch früher auch accidula und wie der Wiesen-Sauerampfer acetosa genannt) gehört je nach Naturraum zu den häufigen bis sehr häufigen oder nur zerstreut auftretenden Arten. Aufgrund seiner breiten ökologischen Valenz und der Eigenschaft sich gut auf von Menschen neu geschaffenen Standorten anzusiedeln und zumindest vorübergehend auch zu behaupten, ist die Art weder rückläufig noch schutzbedürftig. Der Kleine Sauerampfer verträgt eine zweifache Mahd ab Juni und ist gegen Brände nur wenig empfindlich.
Pflanzenteile enthalten reichlich Oxalsäure, die in größeren Mengen für den Menschen, besonders für Nierenkranke, gesundheitsschädlich ist. Wird er vom Vieh in großen Mengen gefressen, verursacht er Durchfall.
Der älteste fossile Nachweis des Kleinen Sauerampfers stammt aus dem Boreal/Atlantikum und wurde 1931 bei Moosburg (Federsee) gefunden. Die älteste literarische Erwähnung für Baden-Württemberg ist von Johann Bauhin aus dem Jahr 1592. Auch Hieronymus Harder sammelte diese Art in Baden-Württemberg schon im 16. Jahrhundert.